# Vendien
Het Vendien (Engels: Vendian) is een indeling in de Russische geologische tijdschaal. Het betreft een tijdperk aan het einde van het Proterozoïcum, direct voor het Cambrium. Het Vendien is vooral in gebruik in de Russische stratigrafie van het Siberisch Platform. Hoewel het Vendien nooit in de internationaal gebruikte tijdschaal van de ICS opgenomen is, werd het tijdperk internationaal algemeen gebruikt tot de officiële invoering van het Ediacarium in 2004. De naam Vendien werd in 1952 voor het eerst gebruikt door de paleontoloog Boris Sokolov.
Het Vendien is iets langer dan het Ediacarium, omdat als basis de tillieten van de Varangerijstijd worden genomen. Het beslaat daarmee ook een deel van wat tegenwoordig bekendstaat als het Crynogenium, het tijdperk van grote ijstijden.
Het Vendien is op grond van fossielen (microfossielen, megascopische algen, ichnofossielen en enkele meercelligen) in Siberië onderverdeeld in de volgende etages:
- Lanlandian
- Redkino
- Kotlin
- Rovno
- Tommotian

De basis van het Vendien is wellicht van biostratigrafische betekenis. Deze ligt namelijk bij het voorkomen van grote acanthomorfe Acritarcha.